# Floridatown
Floridatown ist ein census-designated place (CDP) im Santa Rosa County im US-Bundesstaat Florida. Das U.S. Census Bureau hat bei der Volkszählung 2020 eine Einwohnerzahl von 319 ermittelt. 

## Geographie
Floridatown liegt rund 10 km westlich von Milton sowie etwa 15 km nördlich von Pensacola. 

## Demographische Daten
Laut der Volkszählung 2010 verteilten sich die damaligen 244 Einwohner auf 128 Haushalte. 93,9 % der Bevölkerung bezeichneten sich als Weiße und 1,2 % als Indianer. 2,0 % gaben die Angehörigkeit zu einer anderen Ethnie und 2,9 % zu mehreren Ethnien an. 2,0 % der Bevölkerung bestand aus Hispanics oder Latinos.
Im Jahr 2010 lebten in 29,6 % aller Haushalte Kinder unter 18 Jahren sowie 28,6 % aller Haushalte Personen mit mindestens 65 Jahren. 63,3 % der Haushalte waren Familienhaushalte (bestehend aus verheirateten Paaren mit oder ohne Nachkommen bzw. einem Elternteil mit Nachkomme). Die durchschnittliche Größe eines Haushalts lag bei 2,49 Personen und die durchschnittliche Familiengröße bei 3,11 Personen.
25,7 % der Bevölkerung waren jünger als 20 Jahre, 26,3 % waren 20 bis 39 Jahre alt, 30,4 % waren 40 bis 59 Jahre alt und 17,7 % waren mindestens 60 Jahre alt. Das mittlere Alter betrug 38 Jahre. 51,2 % der Bevölkerung waren männlich und 48,8 % weiblich.
Das durchschnittliche Jahreseinkommen lag bei 51.927 $, dabei lebte niemand unter der Armutsgrenze.